# Archidiocèse de La Serena
L'archidiocèse de La Serena (en latin : Archidioecesis Serenensis ; en espagnol : Arquidiócesis de La Serena) est un archidiocèse métropolitain de l'Église catholique du Chili.

## Territoire

Archidiocèse de La Serena
Suffragants

Il comprend les provinces d'Elqui et de Limarí de la région de Coquimbo avec un territoire de 40 579 km divisé en 34 paroisses. Le siège archiépiscopal est à La Serena avec la cathédrale Notre-Dame-de-la-Merci (es).
La basilique mineure d'Andacollo est un lieu de pèlerinage envers Notre-Dame du Rosaire d'Andacollo (es). La première statue aurait été découverte le 26 décembre 1570 par un indien.

## Histoire
Le diocèse est érigé le 1er juillet 1840 par la bulle Ad apostolicae potestatis du pape Grégoire XVI en prenant une partie du territoire de l'archidiocèse de Santiago du Chili dont La Serena devient suffragant.
Il est élevé au rang d'archidiocèse métropolitain le 29 mai 1939 par la constitution apostolique Quo provinciarum du pape Pie XII avec les diocèses d'Antofagasta (aujourd'hui archidiocèse d'Antofagasta) et d'Iquique pour suffragants.
Il cède une partie de son territoire le 9 novembre 1946 pour l'érection de l'administration apostolique de Copiapó (aujourd'hui diocèse de Copiapó)puis le 30 avril 1960 pour l'établissement de la prélature territoriale d'Illapel.
Par la lettre apostolique Populum quidem du 22 mars 1988, le pape Jean-Paul II décrète que la Vierge Marie, vénérée sous le vocable de Notre-Dame du Rosaire d'Andacollo, est la patronne de l'archidiocèse.

## Évêques et archevêques
évêques
- José Agustín de la Sierra Mercado (22 juillet 1842 - 31 août 1851)
- Justo Donoso Vivanco (19 mars 1853 - 22 février 1868)
- José Manuel Orrego Pizarro (21 décembre 1868 - 17 septembre 1887)
  - Sede vacante (1887-1890)
- Florencio Eduardo Fontecilla Sánchez (26 juin 1890 - 1er mars 1909)
- Ramón Ángel Jara Ruz (31 août 1909 - 1er mars 1917)
- Carlos Silva Cotapos (20 février 1918 - 14 décembre 1925), nommé évêque de Talca
- José María Caro Rodríguez (14 décembre 1925 - 28 août 1939), nommé archevêque de Santiago du Chili

archevêques
- Juan Subercaseaux Errázuriz (8 janvier 1940 - 9 août 1942)
- Alfredo Cifuentes Gómez (5 juin 1943 - 10 mars 1967)
- Juan Francisco Fresno Larraín (28 juillet 1967 - 3 mai 1983), nommé archevêque de Santiago du Chili
- Bernardino Piñera Carvallo (1er juillet 1983 - 29 septembre 1990)
- Francisco José Cox Huneeus, I.Sc (29 septembre 1990 - 16 avril 1997)
- Manuel Gerardo Donoso Donoso, SS.CC (16 avril 1997 - 14 décembre 2013)
- René Osvaldo Rebolledo Salinas, depuis le 14 décembre 2013